# Марковиц, Гарри
Гарри Макс Марко́виц (англ. Harry Max Markowitz; 24 августа 1927[…], Чикаго, Иллинойс — 22 июня 2023, Сан-Диего, Калифорния) — американский экономист, профессор финансов в Школе менеджмента Ради Калифорнийского университета в Сан-Диего, лауреат премии Джон фон Неймана (1989 год) и Нобелевской премии (1990 год) в области экономических наук.
Гарри Марковиц наиболее известен своей новаторской работой по современной портфельной теории (оценке эффективности инвестиционного портфеля), в которой предложил новый подход к исследованию эффектов риска распределения инвестиций, корреляции и диверсификации ожидаемых инвестиционных доходов.

## Биография
Родился в еврейской семье, сын Морриса и Милдред Марковиц — владельцев продуктового магазина. В школе интересовался физикой и философией, в частности идеями Дэвида Юма. Получив в 1947 в Чикагском университете степень бакалавра свободных искусств, Марковиц решил продолжить там же учёбу, выбрав экономику в качестве главной специализации, и получил степени магистра (1950) и доктора (1954). Он учился у таких экономистов как Милтон Фридман, Тьяллинг Купманс, Джейкоб Маршак и Леонард Сэвидж. Когда он был студентом, его пригласили стать членом Комиссии по научным исследованиям в области экономики, которая в то время находилась в Чикаго.
Марковиц решил применить математику к анализу фондового рынка в качестве темы для своей диссертации. Джейкоб Маршак, который был его научным руководителем, предложил ему продолжить дальше развивать эту тему. Изучая тогдашнее понимание цен на акции, которое в то время базировалось на модели дисконтированной стоимости Джона Бэрра Уильямса, Марковиц понял, что в теории отсутствует анализ влияния риска. Это понимание привело к развитию его основополагающей теории распределения активов в портфеле в условиях неопределенности (опубликована в 1952 году журналом «Финансы»).
В 1954 году он получил степень доктора философии в Чикагском университете, защитив диссертацию по портфельной теории. Тема была настолько новой, что, когда Марковиц защищал свою диссертацию, Милтон Фридман утверждал, что его вклад не является экономическим.
Марковиц стал лауреатом Нобелевской премии по экономике в 1990 году, а за год до этого он получил премию Джон фон Неймана.
В 1968 году Марковиц присоединился к компании Arbitrage Management, основанной Майклом Гудкиным. Работая с Полом Самуэльсоном и Робертом Мертоном, он создал хедж-фонд, который стал первой попыткой компьютеризированной арбитражной торговли. После успешной работы в качестве частного хедж-фонда AMC был продан Stuart & Co. в 1971 году. Через год Марковиц покинул компанию.
Марковиц является соучредителем GuidedChoice, управляющего счетами 401 (k). Одна из недавних работ Марковица включает в себя разработку аналитики программного обеспечения магистральной сети для инвестиционного решения GuidedChoice. Он активно участвует в разработке следующего шага: помогает пенсионерам с распределением накоплений через GuidedSpending.
Марковиц умер от пневмонии и сепсиса в Сан Диего, шт. Калифорния 22 июня 2023 года на 95 году жизни.

## Вклад в науку
Гарри предложил использовать методику формирования инвестиционного портфеля, так называемую портфельную теорию Марковица.